# 长坪瑶族乡
长坪瑶族乡是中华人民共和国广西壮族自治区梧州市蒙山县下辖的一个民族乡。

## 行政区划
长坪瑶族乡下辖以下村级行政区划单位：
东护村、长坪村、三妹村、六坪村和南垌村。